# Monsef Zerka
Monsef Zerka (Orléans, 30 agosto 1981) è un ex calciatore marocchino, di ruolo centrocampista.

## Carriera

### Club
Inizia la propria carriera calcistica al Nancy, debuttando in Ligue 2 con la stessa il 14 gennaio 2001, in occasione della vittoria per 4-0 ai danni del Caen.
Dopo otto anni con i biancorossi, il 31 agosto 2009 viene ceduto al Nantes. Il 14 settembre successivo bagna l'esordio assoluto con i club con un gol ai danni del Strasburgo che permette ai canarini di imporsi per 2-1.
Il 14 gennaio 2011 lascia la Francia e si accasa all'Īraklīs, in Grecia.
A fine stagione, rimasto svincolato e con la squadra retrocessa, si trasferisce nuovamente, stavolta negli Stati Uniti al N.E. Revolution.

### Nazionale
Debutta in nazionale nel 2002; nel 2004 fa parte della squadra per le olimpiadi under 23 estive del 2004 uscendo subito al primo turno.

## Palmarès

### Club

#### Competizioni nazionali
- Coppa di Lega francese: 1

Nancy: 2005-2006